# PZL-Świdnik
PZL Świdnik S.A (Wytwórnia Sprzęteu Komunikacyjnego PZL-Świdnik S.A.) é um fabricante aeronáutico polaco, dedicado à fabricação de helicópteros. Os seus principais produtos são os modelos PZL W-3 Sokół e PZL SW-4 Puszczyk.  No principio do ano de 2010 a companhia foi  adquirida pela empresa AgustaWestland.

## Produtos

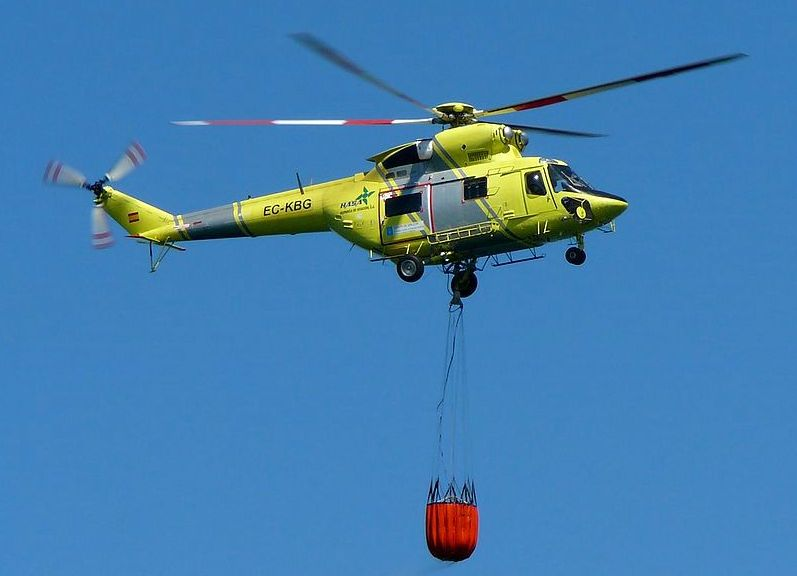
Um W-3A Sokol da Hispânica de Aviação

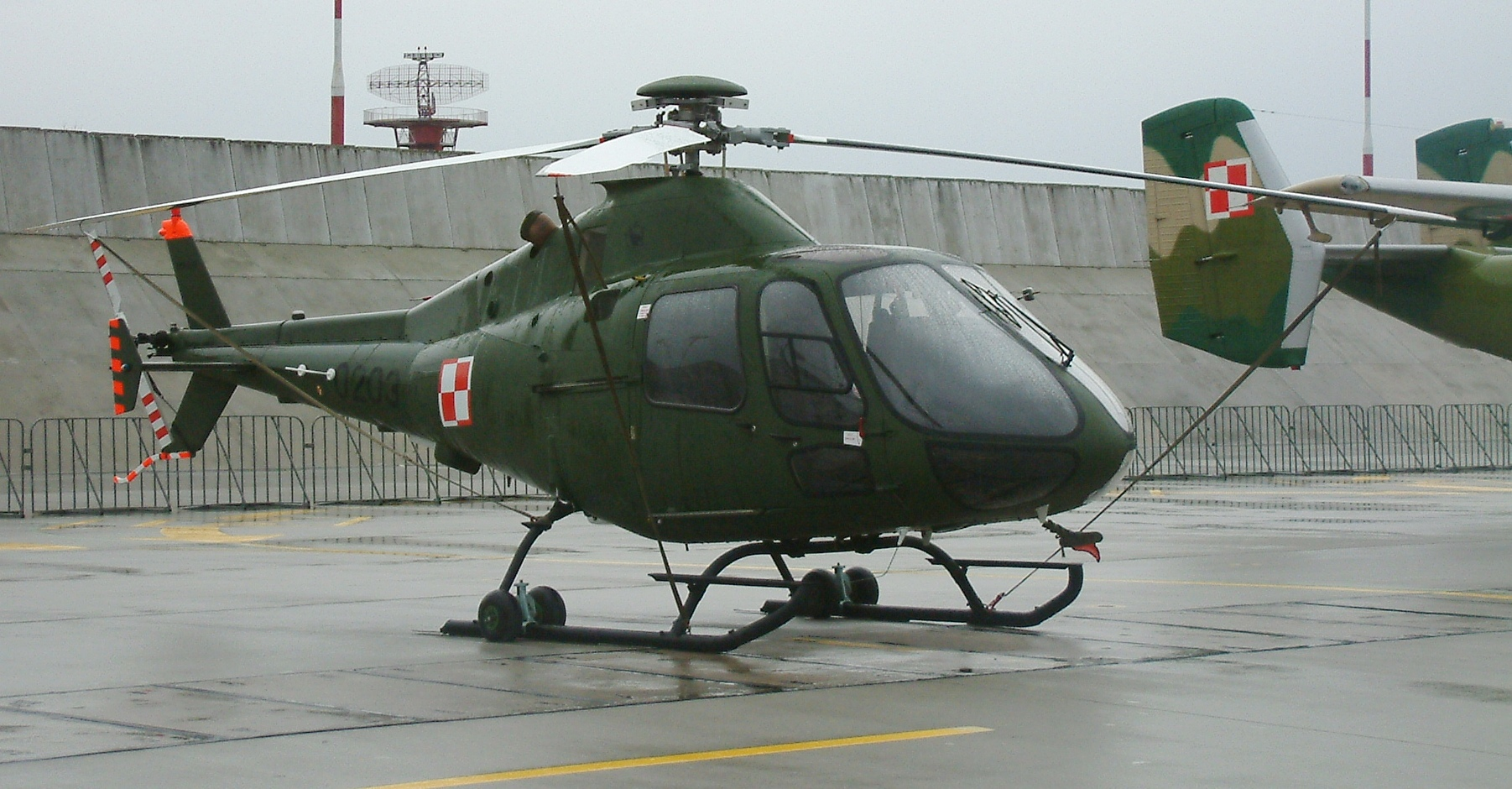
PZL SW-4 da Força Aérea Polaca.

- Mil Mi-1
- Mil Mi-2
- PZL Kania
- PZL W-3 Sokol
- PZL SW-4
- PZL SM-2
- PZL SM-4 Łątka